# Abbaye du Prince de la Paix
L' abbaye du Prince de la Paix (Prince of Peace Abbey), qui s'appelait autrefois le prieuré Saint-Charles, est une abbaye bénédictine fondée en 1958 à Oceanside en Californie. 
Elle appartient à la congrégation helvéto-américaine au sein de la confédération bénédictine et regroupe 25 moines et deux postulants.
L'abbaye organise des retraites, gère une boutique de cadeaux et une librairie.